# Robert Scoble

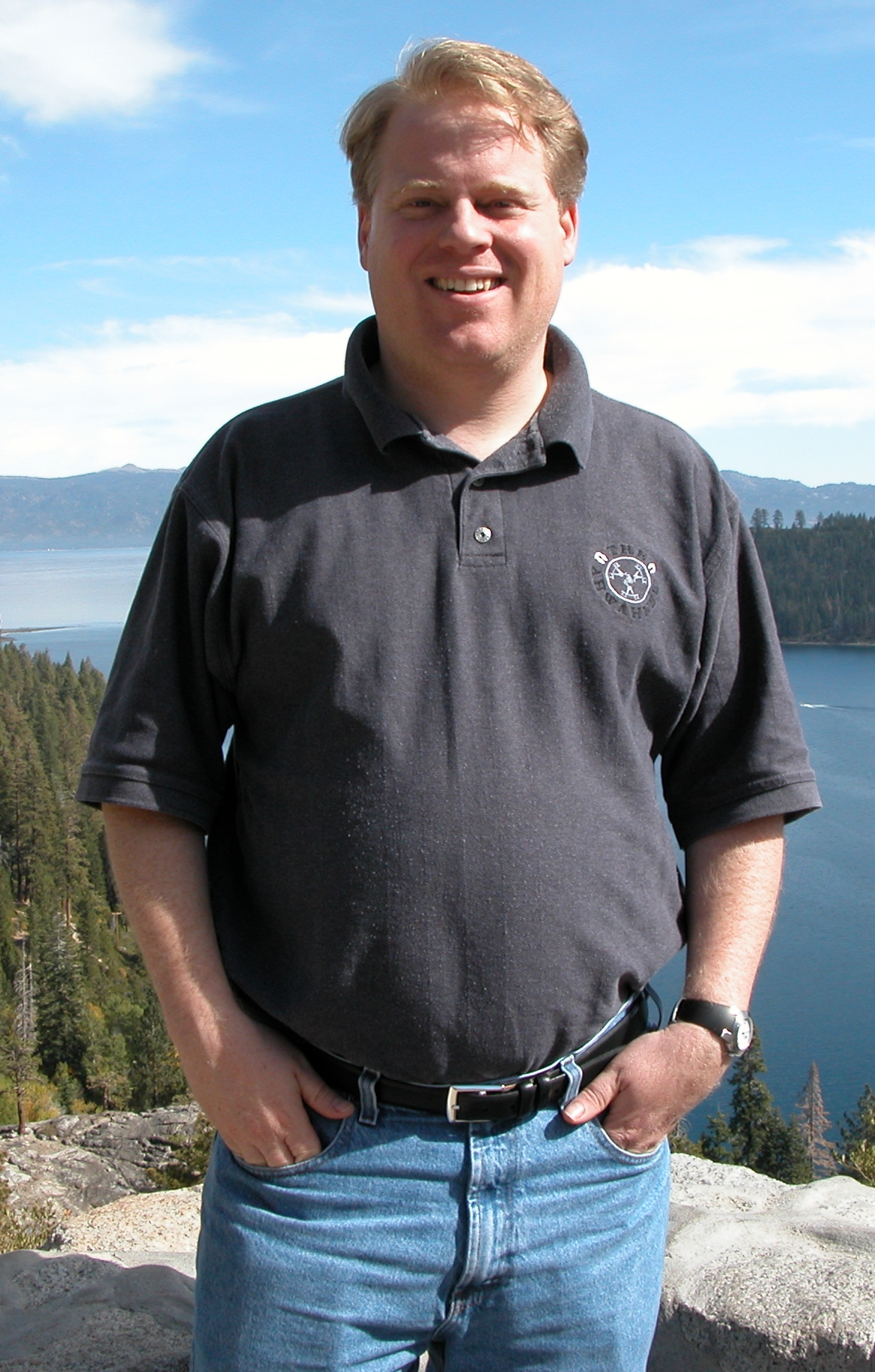
Robert Scoble

Robert Scoble (* 18. Januar 1965) ist ein US-amerikanischer Autor und Blogger.

## Leben
Robert Scoble wurde 1965 in New Jersey geboren und wuchs in der Nähe des Hauptsitzes von Apple Computer auf. Anschließend studierte er Journalismus an der San José State University, wo er Steve Wozniak traf und zu einer Spende für den Lehrstuhl bewegen konnte. Nachdem er die Universität ohne Abschluss verlassen hatte und sein Blog in weiten Kreisen der IT-Szene bekannt geworden war, nahm Scoble eine Stelle als Technology Evangelist für das Betriebssystem Longhorn bei Microsoft an. Von Medien und Experten wurde er daraufhin als einflussreichster Netzwerker des Unternehmens bezeichnet:

„He has become a minor celebrity among geeks worldwide, who read his blog religiously. Impressively, he has also succeeded where small armies of more conventional public-relations types have been failing abjectly for years: he has made Microsoft, with its history of monopolistic bullying, appear marginally but noticeably less evil to the outside world, and especially to the independent software developers that are his core audience.“

Im Juni 2006 verließ Scoble Microsoft, um sich Podcasts beim Unternehmen PodTech zu widmen. Bereits 2006 wechselte er erneut die Stelle und gründete mit FastCompany.TV ein Videoportal für das Magazin Fast Company. Von 2009 an arbeitete Scoble bei Rackspace als Startup Liaison Officer und war dort nach eigener Aussage für die Beziehung zu jungen Unternehmen verantwortlich. Im März 2016 kündige er an, künftig für UploadVR, ein Medienunternehmen in San Francisco zu arbeiten.
Scoble gehört zu den ersten Besitzern einer Google Glass, über deren Verwendung er regelmäßig in seinem Blog berichtet.

## Vorwürfe sexueller Belästigung und Körperverletzung
Am 20. Oktober 2017 veröffentlichte die Nachrichtenagentur BuzzFeed einen Artikel, in dem behauptet wird, dass Scoble 2010 Michelle Greer, seine Rackspace-Mitarbeiterin, und Quinn Norton, eine Technologiejournalistin, sexuell belästigt hat. Der Bericht dieser Frauen wurde von mehreren Zeugen bestätigt. Scoble entschuldigte sich nach der Veröffentlichung des BuzzFeed-Artikels und sagte, dass er, seitdem er vor zwei Jahren trocken wurde, daran gearbeitet habe, seinem Problem Abhilfe zu schaffen. Mehrere Frauen widersprachen dieser Behauptung jedoch und berichteten, dass er in dem Zeitraum, in dem er behauptete, trocken zu sein, keine Fortschritte gemacht habe und weiter Frauen belästige. Tage später löschte er seine Entschuldigung und verkündete seine Unschuld in einem Blog-Beitrag, in dem auch seine neue Firma LightPitch angekündigt wurde. 
Eine sofortige Reaktion war von der VR / AR Association (VRARA): „Angesichts der jüngsten Nachrichten und Vorwürfe sexueller Belästigung durch Robert Scoble hat die VR / AR Association Robert offiziell aus unserem Aufsichtsrat entfernt. Unsere Organisation duldet keine Belästigung jeglicher Art und wir haben das Gefühl, dass dies die beste Vorgehensweise ist.“
Scoble trat von der Transformation Group zurück, seiner Augmented-Reality-Firma, die er Ende 2016 mitbegründete.

## Privates Leben
Er ist verheiratet mit Maryam Ghaemmaghami Scoble. Obwohl er sich als Agnostiker betrachtet, konvertierte er zum Zeitpunkt der Heirat zum Islam. Er hat drei Söhne, einen mit Autismus. 